# Chartographa korelygris
Chartographa korelygris là một loài bướm đêm trong họ Geometridae.